# Beaulieu (Orne)
Beaulieu ist eine französische Gemeinde mit 203 Einwohnern (Stand: 1. Januar 2022) im Département Orne in der Region Normandie. Sie gehört zum Arrondissement Mortagne-au-Perche und zum Kanton Tourouvre au Perche. Nachbargemeinden von Beaulieu sind Gournay-le-Guérin im Norden, Saint-Christophe-sur-Avre im Nordosten, Chennebrun und Armentières-sur-Avre im Osten, Charencey im Südosten und Normandel im Süden, Tourouvre au Perche und Irai im Westen sowie Vitrai-sous-Laigle im Nordwesten.

## Lage
Die Gemeinde Beaulieu liegt an der oberen Avre an der Grenze zum Département Eure, elf Kilometer südöstlich von L’Aigle.

## Bevölkerungsentwicklung
| Jahr                       | 1962 | 1968 | 1975 | 1982 | 1990 | 1999 | 2006 | 2013 | 2021 |
| -------------------------- | ---- | ---- | ---- | ---- | ---- | ---- | ---- | ---- | ---- |
| Einwohner                  | 243  | 232  | 213  | 182  | 186  | 186  | 205  | 211  | 195  |
| Quellen: Cassini und INSEE |      |      |      |      |      |      |      |      |      |

## Sehenswürdigkeiten

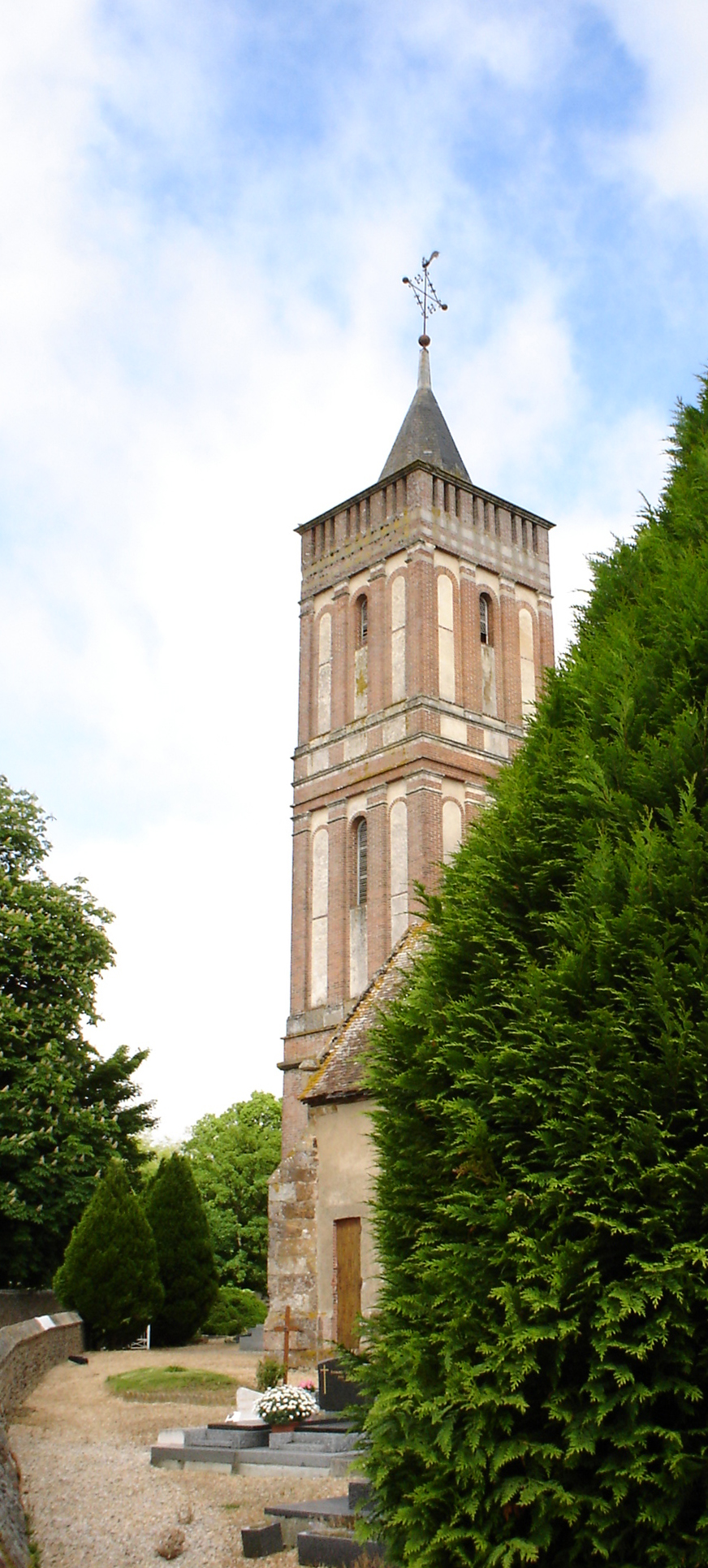
Kirche Mariä Himmelfahrt

- Kirche Mariä Himmelfahrt
- Schloss Le Breuil
- Schloss Les Routis